# Sophie Muir
Sophie Muir (Sydney, 7 mei 1983) is een voormalig Australisch schaatsster en inline-skatester.

## Biografie
In Australië groeide ze op met het inline-skaten. Ze werd tussen 1997 en 2003 meerdere malen wereldkampioen inline-skaten voor junioren en senioren.
Na als inline-skatester wereldkampioen en wereldrecordhouder te zijn geweest stapte ze in 2008 over naar het langebaanschaatsen nadat ze haar oude inline-skate-coach Desly Hill tegenkwam in Nederland. Ze probeerde te schaatsen en beetje bij beetje verbeterde ze zich. Ze is gespecialiseerd in de sprintafstanden 500 en 1000 meter en deed op die afstanden ook mee aan de Olympische Winterspelen 2010.

## Persoonlijke records
| Afstand    | Tijd    | Datum            | Baan           |
| ---------- | ------- | ---------------- | -------------- |
| 500 meter  | 0 38,60 | 12 december 2009 | Salt Lake City |
| 1000 meter | 1.16,18 | 13 december 2009 | Salt Lake City |

## Resultaten
| Jaar | WK Sprint | Olympische Spelen  | Wereldbeker       |
| ---- | --------- | ------------------ | ----------------- |
| 2010 | 20e       | 29e 500m 30e 1000m | 45e 500m 0p 1000m |

- 0p: Deed wel mee op deze afstand maar haalde geen punten.